# 鴻州 (黔州都督府)
鴻州是唐代黔州都督府所屬的一個羈縻州。其轄地在今重慶市彭水縣一帶地方，是唐代招撫當地土著所設置的州縣，一般由其頭人任州官，領縣五：樂鴻縣，思翁縣，都部縣，新庭縣，臨川縣，宋代屬夔州路紹慶府。